# Batrisodes temporalis
Batrisodes temporalis är en skalbaggsart som först beskrevs av Thomas Casey 1897.  Batrisodes temporalis ingår i släktet Batrisodes och familjen kortvingar. Inga underarter finns listade i Catalogue of Life.